# Мукасовська сільська рада
Мука́совська сільська рада (рос. Мукасовский сельский совет) — муніципальне утворення у складі Баймацького району Башкортостану, Росія. Адміністративний центр — село 1-е Туркменево.

## Населення
Населення — 2214 осіб (2019, 2452 в 2010, 2631 в 2002).

## Склад
До складу поселення входять такі населені пункти:
| Населений пункт          | Населення, осіб (2002) | Населення, осіб (2010) |
| ------------------------ | ---------------------- | ---------------------- |
| 1-е Туркменево, село     | 1190                   | 1043                   |
| 2-е Туркменево, присілок | 146                    | 156                    |
| Абзаково, присілок       | 146                    | 144                    |
| Ахмерово, присілок       | 582                    | 543                    |
| Казанка, присілок        | 400                    | 417                    |
| Мукасово 1-е, присілок   | 122                    | 114                    |
| Мукасово 2-е, присілок   | 28                     | 32                     |
| Назарово, присілок       | 17                     | 3                      |